# Polygonia egea
Polygonia egea là một loài bướm ngày thuộc họ Nymphalidae. Nó được tìm thấy ở Southern châu Âu.
Chúng bay từ tháng 3 đến tháng 9 tùy theo địa điểm.
Ấu trùng ăn Parietaria officinalis.